# Càl·lies de Tèspies
Càl·lies o Càl·lias（grec antic: Καλλίας, llatí: Callias) va ser un ambaixador de Tèspies que es va presentar a Calcis als comissionats romans Marci i Atili per oferir la rendició de la ciutat i renunciar a la seva aliança amb Perseu de Macedònia l'any 172 aC. Com altres ambaixadors de les ciutats beòcies, va ser ben rebut pels romans. La dissolució de la Lliga Beòcia, objectiu romà, es va aconseguir al cap d'un any.